# Silas Nacita
Silas Nacita (* 25. November 1993 in Bakersfield, Kalifornien, Vereinigte Staaten) ist ein US-amerikanischer American-Football-Spieler und YouTuber.

## Leben
Nacita wuchs in Bakersfield (US-Bundesstaat Kalifornien) auf und ging dort zur Highschool. Als er 16 Jahre alt war, starb sein Vater an einer Hirnhautentzündung. Mit 18 Jahren zog er von zuhause aus und lebte bei Freunden und kurzzeitig auf der Straße. Nacita hat drei Geschwister und heiratete am 7. Januar 2018 seine Freundin Kaitlyn. Gemeinsam mit ihr lebte er während der Football-Saison 2018 in Marburg, Deutschland. In der Saisonpause kehrten die beiden in die Vereinigten Staaten, nach Waco (Bundesstaat Texas) zurück. Nacita ist bekennender Christ. 2019 ließen er und seine Frau sich scheiden. Seit März 2022 ist er wieder verheiratet.

## Karriere
In den Jahren 2012 und 2013 spielte Silas Nacita für die Cornell University in Ithaca (Bundesstaat New York). Anschließend ging er nach Waco und spielte 2014 und 2015 für die dortige Baylor University. Durch die Annahme von Beihilfen in Form von freier Kost und Unterkunft verlor Nacita im März 2015 die Spielerlizenz der National Collegiate Athletic Association, da diese Unterstützung gegen die Amateurregeln der Liga verstieß.
Im Februar 2016 unterschrieb er einen Profivertrag bei den Marburg Mercenaries in der German Football League (GFL). Hier lief Nacita in der Saison 2016 als Runningback 1718 Yards (112,9 pro Spiel) und sorgte für 21 Touchdowns. Als Receiver und Punt Returner erzielte er drei weitere Touchdowns. Außerdem wurde er teils auch als Quarterback eingesetzt. Dabei fanden 53 seiner 117 Pässe einen Abnehmer (bei insgesamt 515 Yards Raumgewinn) führten fünf Mal direkt zu Punkten.
Zur Saison 2017 wechselte Nacita innerhalb der GFL zu Frankfurt Universe. Mit den Frankfurtern schaffte er es als Tabellenzweiter in die Play-offs, schied aber im Halbfinale gegen die New Yorker Lions Braunschweig aus.
Im Frühjahr 2018 kehrte er zu den Marburg Mercenaries zurück, für die er in der Saison 2018 in der GFL spielte. Am 8. Oktober 2018 gab er bekannt, dass er die Marburg Mercenaries verlasse und einen Vertrag für die nächste Saison beim italienischen Club Guelfi Firenze unterschrieben habe. Er erreichte mit der Mannschaft das Endspiel um die italienische Meisterschaft, verlor dort aber gegen Mailand. Vom Internet-Fachorgan American Football International wurde Nacita Ende Oktober als der „vermutlich beste Spieler in Europa“ bezeichnet. Er gab nach dem Ende der 2019er Saison sein Karriereende bekannt.
2022 gab er ein Comeback in der AFL bei den Danube Dragons, die kurz vor den Play-offs seine Verpflichtung bekannt gaben, nachdem sie zuvor bereits alle Spiele der laufenden Saison gewonnen hatten. Nacita war in beiden Play-off-Partien ein wichtiger Faktor und hatte mit fünf Touchdowns in der Austrian Bowl maßgeblichen Anteil am zweiten Titelgewinn in der Geschichte der Dragons.
In der Saison 2023 spielt er bei den Helvetic Guards in der European League of Football. Am 24. August gab Nacita auf Instagram bekannt, nach der ELF-Saison seine Spielerkarriere zu beenden.
| Jahr                                                              | Team                | Spiele | Laufspiel | Laufspiel | Laufspiel | Laufspiel | Passspiel | Passspiel | Passspiel | Passspiel | Passspiel | Passspiel | Passspiel | Receiving | Receiving | Receiving | Receiving |
| Jahr                                                              | Team                | Spiele | Att       | Yds       | Avg       | TD        | Cmp       | Att       | Qte       | Yds       | Avg       | TD        | Int       | Rec       | Yds       | Avg       | TD        |
| ----------------------------------------------------------------- | ------------------- | ------ | --------- | --------- | --------- | --------- | --------- | --------- | --------- | --------- | --------- | --------- | --------- | --------- | --------- | --------- | --------- |
| German Football League                                            |                     |        |           |           |           |           |           |           |           |           |           |           |           |           |           |           |           |
| 2016                                                              | Marburg Mercenaries | 14     | 229       | 1.581     | 6,9       | 21        | 53        | 117       | 45,3      | 515       | 9,7       | 5         | 6         | 43        | 492       | 11,4      | 2         |
| 2017                                                              | Frankfurt Universe  | *16*   | 185       | 1.394     | 7,5       | 15        | 1         | 2         | 50,0      | 49        | 49,0      | 1         | 0         | 28        | 417       | 14,9      | 4         |
| 2018                                                              | Marburg Mercenaries | 14     | 144       | 808       | 5,6       | 10        | 40        | 74        | 54,1      | 811       | 20,3      | 12        | 5         | 65        | 1.005     | 15,5      | 10        |
| GFL Gesamt                                                        | GFL Gesamt          | 44     | 558       | 3.783     | 6,8       | 46        | 94        | 193       | 48,7      | 1.375     | 14,6      | 18        | 11        | 136       | 1.914     | 14,1      | 16        |
| Austrian Football League                                          |                     |        |           |           |           |           |           |           |           |           |           |           |           |           |           |           |           |
| 2022                                                              | Danube Dragons      | *2*    | 39        | 280       | 7,2       | 6         | 1         | 1         | 100,0     | 23        | 23,0      | 0         | 0         | 7         | 96        | 13,7      | 2         |
| AFL Gesamt                                                        | AFL Gesamt          | 2      | 39        | 280       | 7,2       | 6         | 1         | 1         | 100,0     | 23        | 23,0      | 0         | 0         | 7         | 96        | 13,7      | 2         |
| European League of Football                                       |                     |        |           |           |           |           |           |           |           |           |           |           |           |           |           |           |           |
| 2023                                                              | Helvetic Guards     | 12     | 131       | 490       | 3,7       | 3         | 11        | 27        | 40,7      | 45        | 4,1       | 0         | 3         | 52        | 603       | 11,6      | 3         |
| ELF Gesamt                                                        | ELF Gesamt          | 12     | 131       | 490       | 3,7       | 3         | 11        | 27        | 40,7      | 45        | 4,1       | 0         | 3         | 52        | 603       | 11,6      | 3         |
| Quellen: stats.gfl.info, live.football.at, sportsmetrics.football |                     |        |           |           |           |           |           |           |           |           |           |           |           |           |           |           |           |

* inkl. Play-off-Spiele

## Youtube-Tätigkeit und Fernsehauftritte
Neben American Football entdeckte Nacita das Filmen als sein Hobby. In Deutschland wurde er auch durch seine Youtube-Videos und Aktivität in den sozialen Netzwerken bekannt. Anfangs wollte er mit den Videos seiner Familie sein Leben in Deutschland zeigen. Doch die Videos zogen schnell größeres Interesse auf sich. Im Juli 2019 hatte Nacitas Youtube-Kanal über 200.000 Abonnenten.
Im Frühjahr 2018 drehte Nacita gemeinsam mit Conner Sullivan vier Beiträge in Bayern für das ProSieben-Boulevardmagazin taff, die im Juni 2018 gesendet wurden. Im Sommer 2018 wirkte Nacita erneut mit Sullivan an taff-Beiträgen („Zwei US-Boys in…“) mit, diesmal im Norden Deutschlands, für die ProSieben-Sendung, die Anfang Herbst gesendet wurden. Nacita und Sullivan waren anschließend auch bei weiteren Folgen Hauptfiguren der Rubrik und erkundeten dabei weitere Teile Deutschlands sowie Mallorca.
Im September 2019 waren der Kanal und die dazugehörigen Videos zeitweise gelöscht. Im Oktober 2019 gab Nacita bekannt, das Erstellen von YouTube-Beiträgen einzustellen, nachdem er diese Tätigkeit rund drei Monate hatte ruhen lassen, da er eigener Aussage nach aus nicht genannten Gründen die schwerste Zeit seines Lebens durchmachte. Er teilte des Weiteren mit, in den Vereinigten Staaten zu bleiben und seine Football-Karriere zu beenden. Am 5. Dezember 2019 meldete er sich auf seinem YouTube-Kanal mit einem neuen Beitrag aus Waco/Texas zurück und kündigte weitere Videos an. In einem Video gab er am nächsten Tag bekannt, dass seine Ehefrau Kaitlyn ihn verlassen habe und das Paar mittlerweile geschieden sei. In den vergangenen Monaten sei er daher durch eine harte Phase seines Lebens gegangen, was er durch seinen starken Glauben an Gott geschafft habe.